# Lågkyrklighet
Lågkyrkliga inriktningar inom kristendomen är fromhetstraditioner med "frikyrkoliknande" inslag inspirerade av pietistiska rörelser eller väckelserörelser.     
Vikten av personlig kristen tro och engagemang i privatliv, församlingsverksamhet och gudstjänst betonas. 
I Sverige har den tidigare statskyrkans (Svenska kyrkan) organisation och liturgi ofta setts som ett hinder för detta. 
Bland historiskt betydelsefulla förgrundsgestalter inom svensk lågkyrklighet kan nämnas C.O. Rosenius och Lina Sandell. Begreppet lågkyrklig har formulerats som motsats till begreppet högkyrklig. Medan högkyrkligheten särskilt betonar sakramenten, liturgin, ämbetet och kyrkans tradition betonar lågkyrkligheten de enskilda församlingsmedlemmarnas roll och deras möjlighet och ansvar att forma sitt religionsutövande. 
Den lågkyrkliga rörelsens inflytande var under senare delen av 1800-talet mycket stark inom Svenska kyrkan. Rörelsens inflytande bidrog bland annat till att bruket av Liturgiska kläder och nattvardsfirande till stor del upphörde under slutet av 1800-talet och var mycket sparsamt långt in på 1900-talet. Denna utveckling kom dock att brytas genom den högkyrkliga rörelsens ökade inflytande i Svenska kyrkan under senare delen av 1900-talet och den nattvardsväckelse som följde därpå. 
Motsvarande inriktningar finns även inom kyrkor i andra länder än Sverige till exempel den anglikanska.

## Historik
Lågkyrkligheten uppstod i Sverige under 1800-talet genom inflytande från herrnhutismen och den engelska evangelikalismen. Dessa inriktningar är starkt företrädda i Norrland och genom den inom Svenska kyrkan fristående föreningen Evangeliska Fosterlandsstiftelsen (EFS) bildat 1856. Den svenska lågkyrkligheten har även varit stark i de områden som historiskt präglats av en stark väckelsetradition och en omfattande frikyrkorörelse. Jönköpings län med angränsande områden i södra Västergötland och Östergötland intar i detta sammanhang en särställning. Lina Sandell, som själv var från Fröderyd mellan Sävsjö och Vetlanda i södra Jönköpings län fick genom sina sånger och sin förkunnelse en stor betydelse för den inomkyrkliga lågkyrklighetens spridning under senare delen av 1800-talet.
Den inomkyrkliga rörelsen EFS hade 2013 ca 15 000 medlemmar. En annan förening är Evangelisk Luthersk Mission - Bibeltrogna Vänner.